# طوقان توكو
طوقان توكو (الاسم العلمي: Ramphastos toco) (بالإنجليزية: Toco Toucan)‏ هو نوع من الطيور يتبع جنس الطوقان من الفصيلة الطوقانية.